# Лищиця струнка
Лищиця струнка, лещиця струнка  (Gypsophila elegans) — вид рослин з родини гвоздикових (Caryophyllaceae); зростає в південно-східній Європі, західній Азії.

## Опис
Однорічна незапушена рослина 20–50 см заввишки. Стебла тонкі, гіллясті. Листки ланцетні, з 1 жилкою, 1–4 см завдовжки. Чашечка широко-дзвінчаста, 3–3.5 мм завдовжки, надрізана до середини. Пелюстки рожеві, в 2–3 рази довші від чашолистків.

## Поширення
Поширений в Україні, Молдові, Туреччині, Ірані, північному Кавказі, Вірменії, Азербайджані; натуралізований у Литві, Латвії, Естонії, на Канарських островах, у Канаді й США; широко культивується.
В Україні вид зростає на кам'янистих схилах, прибережних галечниках — у Криму.